# ロベルト・シャフラカージェ
ロベルト・シャフラカージェ（英語: Robert Shavlakadze、グルジア語: რობერტ შავლაყაძე、ロシア語: Роберт Михайлович Шавлакадзе、1933年4月1日 - 2020年3月4日）は、グルジア出身で、旧ソビエト連邦の元陸上競技選手である。彼は、1960年に開催された1960年ローマオリンピックの男子走高跳で金メダルを獲得した。

## 経歴
グルジアの都・トビリシで生まれ、地元のスポーツクラブDynamo Sports Club（en:Dynamo Sports Club）で陸上競技に取り組んだ。彼はソビエト連邦代表として、連続2回オリンピックの走幅跳種目に出場している。
ローマオリンピックの走高跳は、32名の選手が出場して1960年9月1日に実施された。予選通過基準の2メートルの試技に成功した17名が、同日の決勝に進出した。彼は、当時のオリンピック記録となる2メートル16センチの試技に成功して金メダルを獲得した。1964年東京オリンピックでは、予選を通過したものの、5位入賞にとどまった。
他の主要な競技会では、1962年のヨーロッパ陸上競技選手権大会で銅メダルを獲得した実績を持つ。なお、1960年にはレーニン勲章を受章している。
2020年3月4日、トビリシにて死去。86歳没。